# Vată minerală
Vata minerală este un silicat amorf obținut dintr-un amestec de minerale și alte materiale inerte, extrem de versatil, folosit ca material izolator în special în construcții și, în mare măsură, în sectorul naval și industrial.

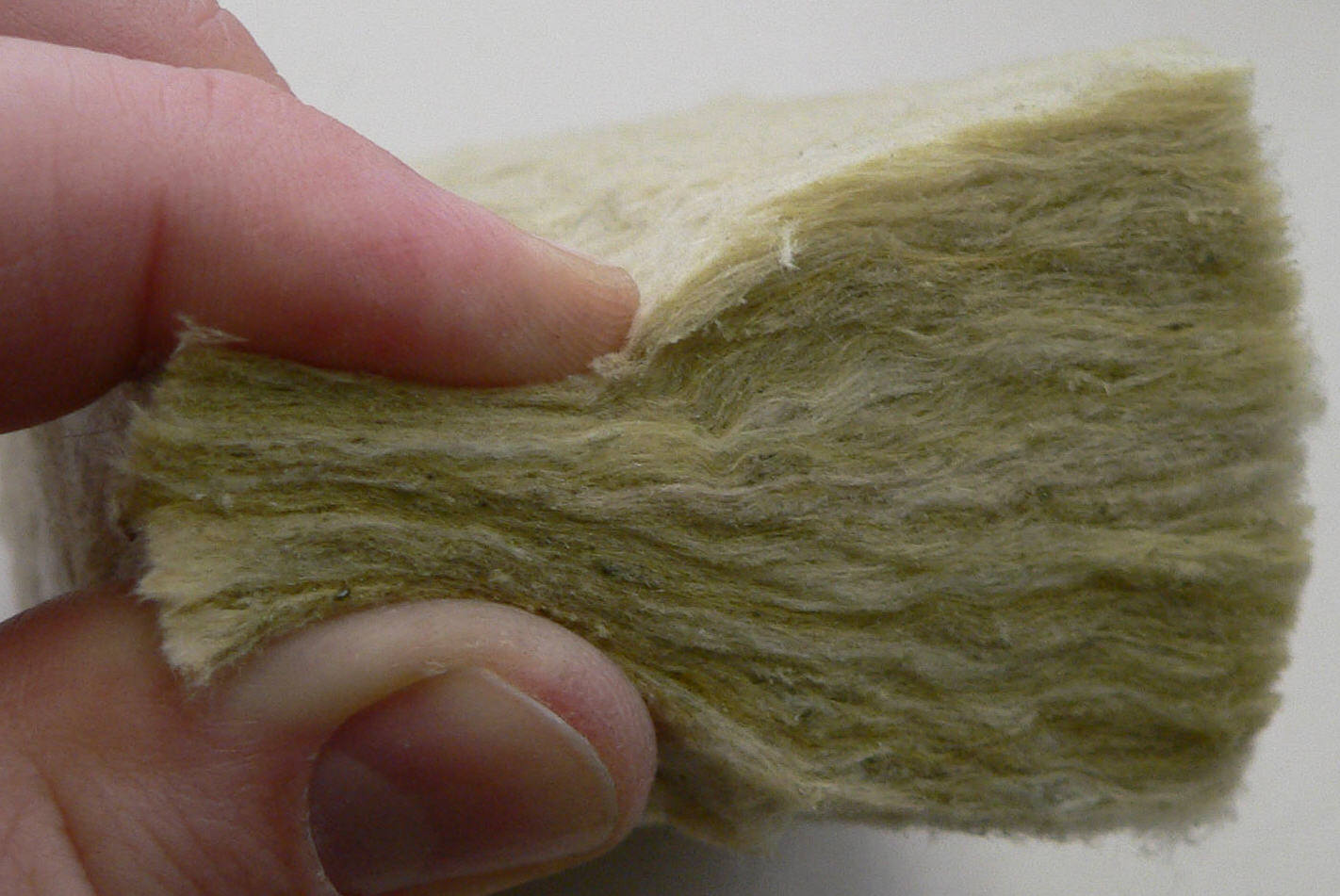
Niște vată minerală

Aplicațiile vatei minerale includ izolație termică (atât ca izolație structurală, cât și ca izolație a țevilor, deși nu este la fel de rezistentă la foc precum vata de izolație la temperaturi înalte), filtrarea, izolație fonică, și mediu de creștere hidroponic.

## Fabricare
Vata minerală este produsă topind minerale și roci la o temperatura de aproximativ 1.600 °C prin care este suflat un curent de aer sau abur. Tehnicile de producție mai avansate se bazează pe filarea rocii topite în capete de filare de mare viteză, oarecum asemănător cu procesul folosit pentru a produce vată de zahăr. Produsul final este o masă de fibre fine, împletite, cu un diametru tipic de 2 până la 6 micrometri. Vata minerală poate conține un liant, adesea un terpolimer, și un ulei mineral pentru a reduce praful.

## Utilizarea

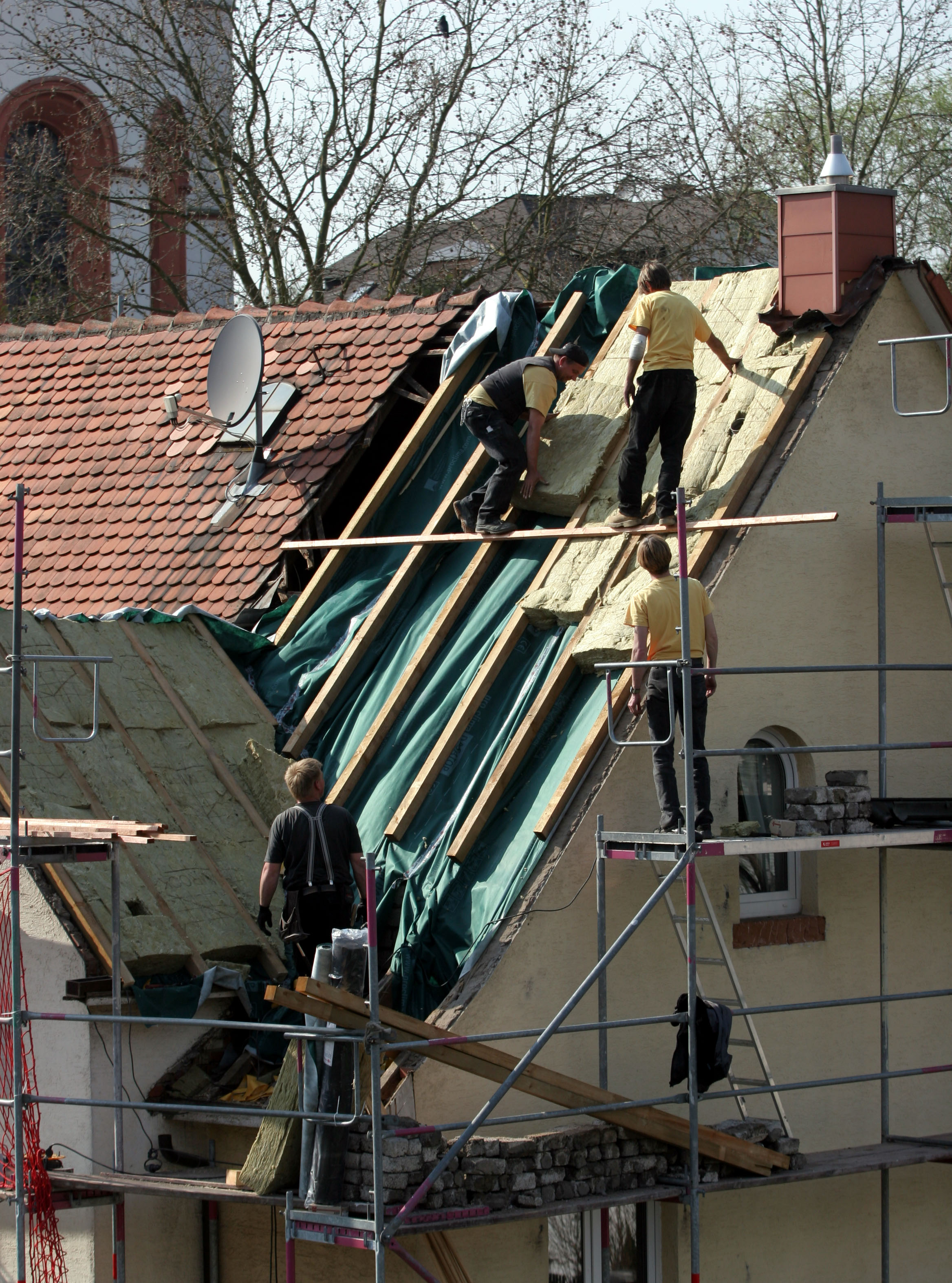
Vată minerală folosită pentru izolație sub un acoperiș.

Deși fibrele individuale conduc căldura foarte bine, atunci când sunt presate în rulouri și foi, capacitatea lor de a împărți aerul le face excelente izolatoare și absorbante de sunet. Deși nu sunt imune la efectele unor temperaturi extrem de ridicate, rezistența termică face vata minerală un material de construcție foarte folosit atunci când este necesară o protecție pasivă la foc, fiind utilizate ca ignifugare prin spray, în cavitățile de știfturi din ansamblurile de gips-carton și ca materiale de ambalare în blocuri antifoc.
Alte utilizări sunt în panourile lipite cu rășini, ca umplutură în compuși pentru garnituri, în plăcuțe de frână, în materiale plastice din industria auto, ca mediu de filtrare și ca mediu de creștere în hidroponic.
Fibrele minerale sunt produse în același mod, fără liant. Fibra ca atare este utilizată ca materie primă în scopurile sale de întărire în diverse aplicații, cum ar fi materiale de frecare, garnituri, materiale plastice și acoperiri.

## Hidroponie
Vată minerală poate fi proiectată pentru a reține cantități mari de apă și aer care ajută la creșterea rădăcinilor și absorbția de nutrienți în hidroponie; natura fibroasă a materialului oferă, de asemenea, o structură mecanică bună pentru a menține stabilă planta. Totuși, pH-ul natural ridicat al vatei minerale face acest material inițial inadecvat pentru creșterea plantelor și necesită „condiționare” pentru a produce un pH mai adecvat și stabil.

## Siguranța materialului

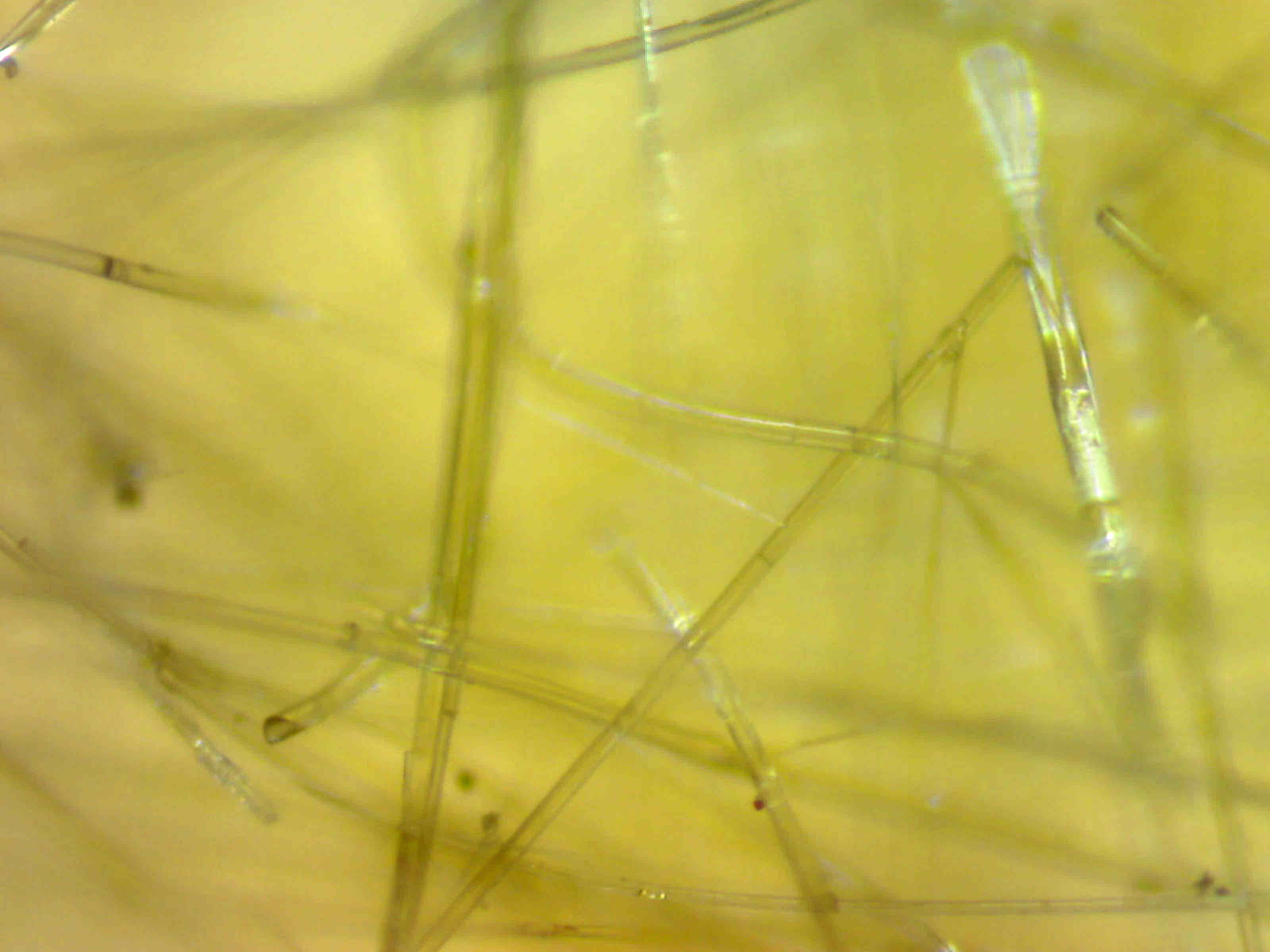
Vata minerală văzută la microscop.

Agenția Internațională de Cercetare a Cancerului a revizuit caracterul cancerigen al fibrelor minerale artificiale în octombrie 2002. Grupul de lucru monografic AICC a concluzionat doar că  materialele mai biopersistente rămân clasificate de AICC drept „posibil cancerigene pentru oameni” (Grupul 2B). Acestea includ fibre ceramice refractare, care sunt utilizate în domeniul industrial ca izolație în medii cu temperatură înaltă, cum ar fi furnalele, și anumite vate de sticlă cu destinații speciale care nu sunt utilizate ca materiale izolante. Spre deosebire de aceasta, vata din fibre vitroase mai frecvent utilizate, produse din anul 2000, inclusiv vata de sticlă izolatoare, vata de piatră si vata de zgură, sunt considerate „neclasificabile ca cancerigene pentru om” (Grupul 3).
Sunt produse fibre biosolubile care nu provoacă leziuni celulei umane. Aceste materiale mai noi au fost testate pentru carcinogenitate și majoritatea s-au dovedit a fi necarcinogene. AICC a ales să nu facă o evaluare globală a fibrelor nou dezvoltate, concepute pentru a fi mai puțin biopersistente, cum ar fi silicatul alcalino-pământos sau vata cu conținut ridicat de aluminiu și cu conținut scăzut de siliciu. Această decizie a fost luată în parte pentru că nu erau disponibile date umane, deși astfel de fibre care au fost testate par să aibă un potențial cancerigen scăzut la animalele de experiment și pentru că grupul de lucru AICC a avut dificultăți în clasificarea acestor fibre în grupuri semnificative pe baza compoziției chimice.”
Regulamentul european (CE) nr. 1272/2008 privind clasificarea, etichetarea și ambalarea substanțelor și amestecurilor actualizat prin Regulamentul (CE) nr. 790/2009 nu clasifică fibrele de vată minerală drept substanțe periculoase dacă îndeplinesc criteriile definite în Notă Q.
Datorită efectului mecanic al fibrelor, produsele din vată minerală pot provoca mâncărimi temporare ale pielii. Pentru a diminua acest lucru și pentru a evita expunerea inutilă la praful de vată minerală, informații despre bunele practici sunt disponibile pe ambalajele produselor din vată minerală cu pictograme sau propoziții. Fișele de instrucțiuni de utilizare în siguranță similare cu fișele cu date de securitate sunt, de asemenea, disponibile de la fiecare producător.
Oamenii pot fi expuși la fibrele de vată minerală la locul de muncă prin inhalarea lor, contactul cu pielea și contactul cu ochii. Occupational Safety and Health Administration (OSHA) a stabilit limita permisă pentru expunerea la fibrele de vată minerală la locul de muncă ca expunere totală de 15 mg/m3 și expunere respiratorie de 5 mg/m3 pe o zi de lucru de 8 ore. National Institute for Occupational Safety and Health (NIOSH) a stabilit o limită de expunere recomandată totală de 5 mg/m3 și 3 fibre per cm3 pe o zi de lucru de 8 ore.